# QSOS
 (octobre 2014).
Si vous disposez d'ouvrages ou d'articles de référence ou si vous connaissez des sites web de qualité traitant du thème abordé ici, merci de compléter l'article en donnant les références utiles à sa vérifiabilité et en les liant à la section « Notes et références ».

La méthode de Qualification et de Sélection de logiciels Open Source (QSOS) est une méthode d'évaluation de logiciels libres sous licence libre GFDL. Les outils logiciels sont sous licence GPL.

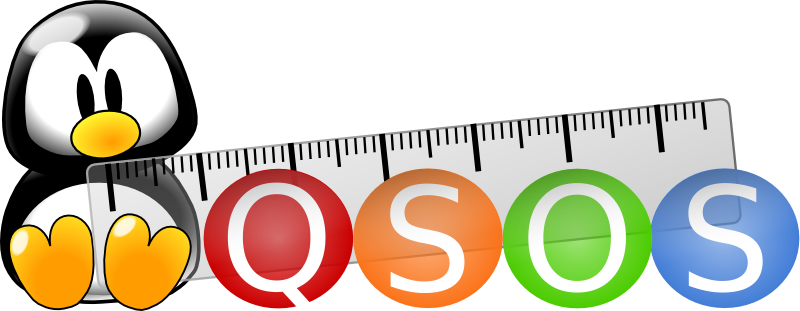
Logo QSOS

## Démarche générale
QSOS consiste en un processus itératif en quatre étapes :
- Définir les données de référentiel (types de licences, types de communautés, grilles de couverture fonctionnelle par domaine...) ;
- Évaluer les logiciels selon trois axes principaux : couverture fonctionnelle, risques du point de vue de l'entreprise utilisatrice, risques du point de vue du fournisseur de services (expertise, formation, support). Chaque axe est constitué d'un certain nombre de critères. Par exemple, l'axe des risques entreprise comprend : la pérennité intrinsèque, l'intégration, l'adaptabilité technique, le niveau d'industrialisation et la stratégie du projet. Ces critères étant eux-mêmes composés de sous-critères ;
- Qualifier le contexte spécifique d'une entreprise (ou d'un utilisateur) en effectuant une pondération des critères précédents ;
- Sélectionner et comparer les logiciels répondant aux besoins.

Cette méthode a été comparée avec d'autres, notamment OpenBRR,.

## Documents générés
Ce processus génère des fiches d'évaluation de logiciels ainsi que des grilles de comparaison et de choix. Ces documents sont également sous licence libre GFDL, afin de permettre leur réutilisation et leur amélioration, gage d'objectivité.
Les fiches d'évaluation sont stockées au format XML.

## Outils
Plusieurs outils, eux-mêmes sous licence libre GPL, sont mis à disposition pour manipuler les documents QSOS :
- Editeur de "template" (grille) QSOS : QSOS XUL Template Editor
- Editeurs de fiches QSOS :
  - QSOS XUL Editor
  - QSOS Qt Editor
  - QSOS Java Editor (en cours de développement)